# Alessio Girelli
Pour les articles homonymes, voir Girelli (homonymie).
Alessio Girelli (né le 25 janvier 1972 à Zevio,) est un coureur cycliste italien, principalement actif dans les années 1990.

## Biographie
Bon sprinteur, Alessio Girelli s'est notamment classé troisième d'une étape du Tour de Colombie en 1999, ou encore deuxième d'une étape du Tour du Táchira en 2000. 

## Palmarès

### Par année
- 1992
  - Trophée Visentini
- 1993
  - Gran Premio Cementizillo
- 1997
  - Trophée Attilio Strazzi
  - 1re étape du Giro della Valsesia
- 1998
  - Trofeo Caduti a Soprazocco
  - Trophée de la ville de Castelfidardo
  - 2e d'Annemasse-Bellegarde et retour
  - 2e du Trofeo Franco Balestra
- 2000
  - Clásica Coljueces Cundinamarca :
    - Classement général
    - Prologue et 2e étape

### Résultats sur les grands tours

#### Tour d'Italie
1 participation
- 2000 : abandon (13e étape)